# Bianca Guaccero
Bianca Guaccero (Bitonto, 15 gennaio 1981) è un'attrice e conduttrice televisiva italiana.

## Biografia
Fin dall'adolescenza inizia a calcare il palcoscenico con il comico Uccio De Santis. Dopo la vittoria a Miss Teenager nel 1995 e alcune apparizioni televisive, come in Miss e Mister '96 e Sotto a chi tocca, debutta al cinema nel 1999 con il film Terra bruciata di Fabio Segatori, al quale segue l'anno dopo Faccia di Picasso di Massimo Ceccherini, nel quale è tra i protagonisti.
Nel 2001 è tra i protagonisti, con il ruolo di Angelica, del film Tra due mondi di Fabio Conversi. Nello stesso anno appare nella miniserie Ama il tuo nemico 2 di Damiano Damiani. Successivamente alterna i ruoli nel cinema con quelli televisivi, recita in teatro e partecipa inoltre ad alcuni programmi televisivi come cantante. Nel 2002 entra nel cast della terza edizione di Mudù, programma regionale comico ideato da Uccio De Santis. Nel 2003 fa parte del cast della serie Tutti i sogni del mondo, in cui interpreta una delle protagoniste. Nel 2006 è protagonista della miniserie televisiva Assunta Spina. Nello stesso anno veste i panni di Carolina nella serie Capri, ruolo che ricopre fino al 2010. Frattanto nel 2007 è protagonista, con Enzo Decaro e Anna Kanakis, della miniserie La terza verità in cui interpreta il ruolo della giornalista Lidia.
Nel 2008, con Andrea Osvárt, affianca Pippo Baudo e Piero Chiambretti nella conduzione del Festival di Sanremo. Nello stesso anno è protagonista, con Giorgio Lupano, della miniserie La stella della porta accanto di Gianfranco Albano; inoltre è protagonista, tra il novembre del 2008 e il marzo del 2009, del musical Poveri ma belli, con la regia di Massimo Ranieri. Tra il 2009 e il 2010 prende parte alle miniserie Il bene e il male e Mia madre. Nel 2012 recita nella fiction Walter Chiari - Fino all'ultima risata e incide, sotto lo pseudonimo di BG, il suo primo singolo da cantante, Look Into Myself.
Il 2014 la vede protagonista dell'opera prima di Adelmo Togliani, L'uomo volante. Nella parte conclusiva del 2015 è concorrente del programma Tale e quale show. L'estate seguente affianca Alan Palmieri nello show musicale Battiti Live. Nel 2017 interpreta un duetto con Fabrizio Moro, dal titolo È più forte l'amore, pubblicato nell'album Pace del cantautore romano. Sempre nello stesso anno partecipa alla fiction Sotto copertura, con Alessandro Preziosi e Claudio Gioè. Nel 2018 è una delle protagoniste del film televisivo In punta di piedi. Nello stesso anno conduce su Radio Zeta il programma radiofonico Pane, Amore e Zeta weekend con Luisa Ginetti; dal successivo settembre, inoltre, subentra a Caterina Balivo alla guida del programma televisivo Detto fatto, conduzione che si protrae per il successivo quadriennio.
Tra il 2019 e il 2020 presenta, insieme a Enrico Ruggeri, il varietà monografico Una storia da cantare. Nel 2021 è tra i protagonisti della miniserie Fino all'ultimo battito, al fianco di Marco Bocci e Violante Placido. L'anno dopo è tra i concorrenti del programma Il cantante mascherato. Nel 2023 partecipa nuovamente come concorrente a Tale e Quale Sanremo e torna alla conduzione televisiva con Liberi tutti!; inoltre è al cinema con il cortometraggio Bob and Weave e con il film La guerra dei nonni, quest'ultimo assieme a Vincenzo Salemme, Max Tortora e Ana Caterina Morariu. Nel 2024 conduce Techeteche Top ten, in seconda serata, e partecipa alla diciannovesima edizione di Ballando con le stelle, vincendo in coppia con il ballerino Giovanni Pernice. Inizia il 2025 affiancando Nek nel programma Dalla strada al palco, mentre a febbraio è chiamata a condurre, con Gabriele Corsi e Mariasole Pollio, il PrimaFestival nell'ambito del Festival di Sanremo. In estate è confermata alla guida di Techeteche Top ten, ora in access prime time.

## Vita privata
Nel settembre 2013 si è sposata con il regista Dario Acocella, col quale ha avuto una figlia; il matrimonio si è concluso nel novembre 2017.

## Filmografia

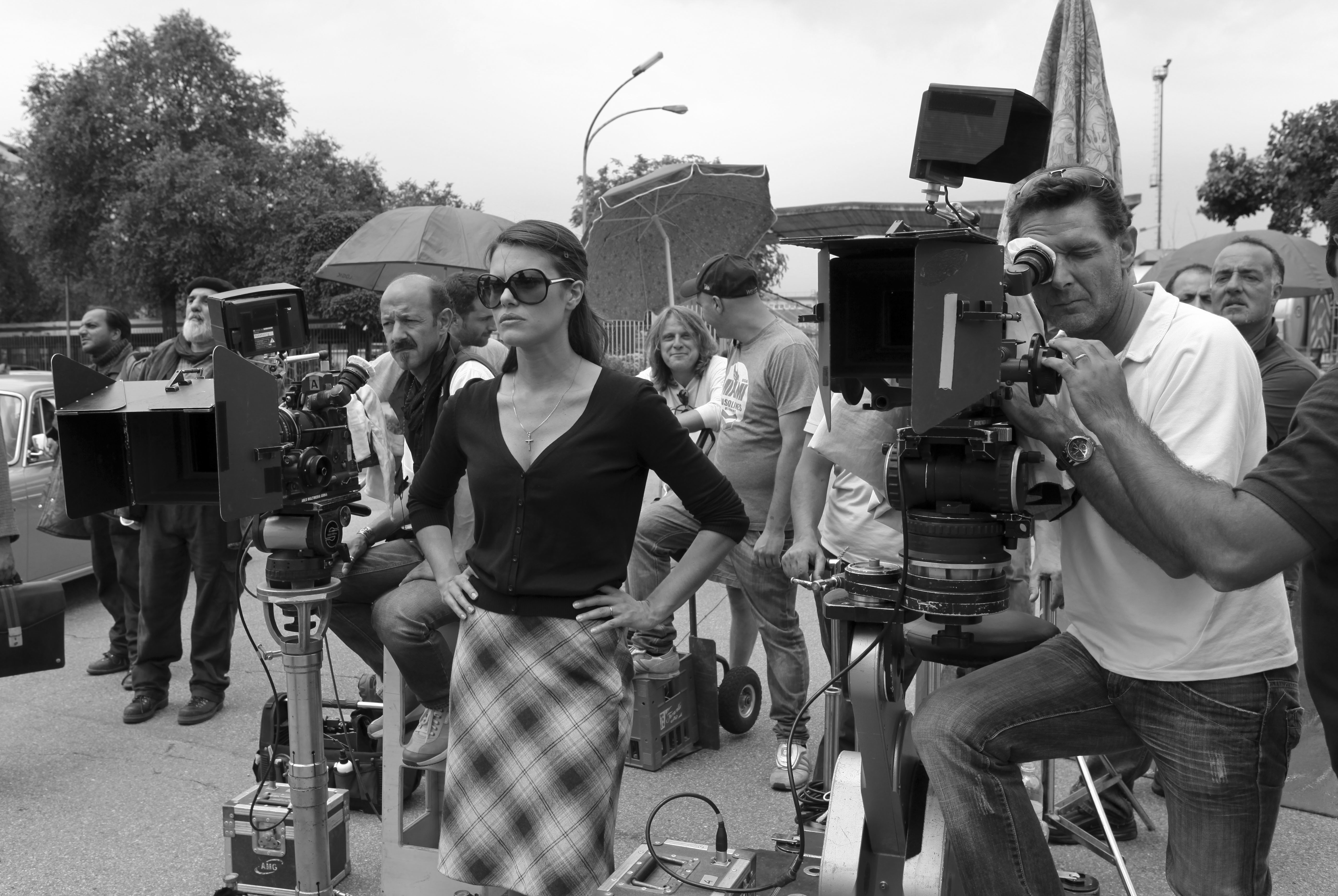
Guaccero (al centro) nel 2010 sul set della miniserie Mia madre

### Cinema
- Terra bruciata, regia di Fabio Segatori (1999)
- Faccia di Picasso, regia di Massimo Ceccherini (2000)
- Tra due mondi, regia di Fabio Conversi (2001)
- Streghe verso nord, regia di Giovanni Veronesi (2001)
- Il trasformista, regia di Luca Barbareschi (2002)
- Hollywood Flies, regia di Fabio Segatori (2004)
- Vengo a prenderti, regia di Brad Mirman (2005)
- Si può fare l'amore vestiti?, regia di Donato Ursitti (2012)
- Il grande spirito, regia di Sergio Rubini (2019)
- Bob e Weave, regia di Adelmo Togliani – cortometraggio (2023)[10]
- La guerra dei nonni, regia di Gianluca Ansanelli (2023)

### Televisione
- Ama il tuo nemico 2, regia di Damiano Damiani – miniserie TV (2001)
- La memoria e il perdono, regia di Giorgio Capitani (2001)
- Papa Giovanni - Ioannes XXIII, regia di Giorgio Capitani – miniserie TV (2002)
- Mudù 3, regia di Vito Cea – sitcom (2002)
- Tutti i sogni del mondo, regia di Paolo Poeti – miniserie TV (2003)
- Benedetti dal Signore – serie TV, episodio 1x03 (2004)
- La tassista – serie TV (2004)
- Mai storie d'amore in cucina, regia di Giorgio Capitani e Fabio Jephcott – miniserie TV (2004)
- San Pietro, regia di Giulio Base – miniserie TV (2005)
- Assunta Spina, regia di Riccardo Milani – miniserie TV (2006)
- Capri – serie TV (2006-2010)
- La terza verità, regia di Stefano Reali – miniserie TV (2007)
- La stella della porta accanto, regia di Gianfranco Albano – miniserie TV (2008)
- Il bene e il male – serie TV, 12 episodi (2009)
- Mia madre, regia di Ricky Tognazzi – miniserie TV (2010)
- Walter Chiari - Fino all'ultima risata, regia di Enzo Monteleone – miniserie TV (2012)
- Il caso Enzo Tortora - Dove eravamo rimasti?, regia di Ricky Tognazzi – miniserie TV (2012)
- Purché finisca bene, regia di Fabrizio Costa – film TV (2014)
- Sotto copertura – serie TV, 8 episodi (2017)
- In punta di piedi, regia di Alessandro D'Alatri – film TV (2018)
- Illuminate: Virna Lisi, oltre la bellezza, regia di Maria Tilli – docufilm (2019)
- Fino all'ultimo battito – serie TV (2021)

## Teatro
- Il sogno del principe di Salina - L'ultimo Gattopardo, regia di Andrea Battistini (2006-2007)
- Poveri ma belli, regia di Massimo Ranieri (2009-2010)
- Una vita da strega, regia di Armando Pugliese (2013)
- Oggi sto da dio, regia di Mauro Mandolini (2015)

## Programmi TV
- Miss e Mister '96 (1996)
- Sotto a chi tocca (1996)
- Assolutamente (2005)
- Tutte donne tranne me (2007)
- Festival di Sanremo (2008)
- Premio Barocco (2009)
- Napoli prima e dopo (2014)
- Tale e quale show (2015)
- Tale e quale show - Il torneo (2015)
- L'anno che verrà (2015-2016)
- Battiti Live (2016)
- 60 Zecchini (2017)
- Festival Show (2018)
- Detto fatto (2018-2022)
- Una storia da cantare (2019-2020)
- Casa Detto fatto (2020)
- Il cantante mascherato (2022)
- Tale e Quale Sanremo (2023)
- Liberi tutti! (2023)
- Techeteche Top ten (2024-2025)
- Ballando con le stelle (2024)
- Viva Puccini (2025)
- Dalla strada al palco (2025)
- PrimaFestival  (2025)

## Radio
- Pane, Amore e Zeta weekend (2018)
- Festival Show (2018)

## Videoclip
- 2012 – Look Into Myself
- 2014 – Adesso ormai, degli Stereoscrash Mode

## Pubblicità
- Olearia De Santis (2014)[11]
- Sangiorgio Elettrodomestici (2019)[12]

## Discografia

### Singoli
- 2012 – Look Into Myself
- 2017 – È più forte l'amore (duetto con Fabrizio Moro)

## Riconoscimenti
- Premio Personalità Europea (2007) – consegnato in Campidoglio
- Premio Penisola Sorrentina Arturo Esposito
- Cittadinanza onoraria del comune di Sant'Agnello